# 日本新地図
『日本新地図』（にっぽんしんちず）は、1972年4月11日から1985年4月5日までNHK教育テレビジョンで放送されていた中学生向けの学校放送（教科：社会科）である。

## 放送時間
いずれも日本標準時、別の時間帯での再放送あり。
| 期間                          | 放送時間                                             |
| ----------------------------- | ---------------------------------------------------- |
| 1972年4月11日 - 1973年3月13日 | 火曜日 13:40 - 14:00                                 |
| 1973年4月10日 - 1979年3月20日 | 火曜日 11:20 - 11:40                                 |
| 1979年4月10日 - 1980年3月18日 | 火曜日 11:00 - 11:20                                 |
| 1980年4月11日 - 1982年3月19日 | 金曜日 14:20 - 14:40 1980年3月までは再放送枠だった。 |
| 1982年4月9日 - 1985年3月15日  | 金曜日 14:25 - 14:45                                 |

## 放送リスト

### 1972年度
1. 1972年04月11日 1972春 日本列島'72[1]
2. 1972年04月25日 亜熱帯の自然と生活 沖縄[1]
3. 1972年05月09日 食糧供給基地をめざして 宮崎[1]
4. 1972年05月23日 造船王国の光と影 長崎[1]
5. 1972年06月06日 フェリーボート時代 瀬戸内海[1]
6. 1972年06月20日 交通革新への期待 岡山[1]
7. 1972年07月04日 雪に消えた村 中国山地[1]
8. 1972年09月01日 高層ビルと文化住宅[1]
9. 1972年09月19日 マグロとハイウェー 焼津[1]
10. 1972年10月03日 流れる水は東京に 利根川水系[1]
11. 1972年10月17日 城下町からニュータウンへ 金沢[1]
12. 1972年10月31日 ゆき悩む米づくり 庄内平野[1]
13. 1972年11月14日 温泉とコンビナート いわき[1]
14. 1972年11月28日 大規模酪農への道 根釧原野[1]
15. 1972年12月12日 リトル東京の悩み 札幌[1]
16. 1973年01月09日 江東デルタ地帯[1]
17. 1973年01月23日 泉北ニュータウン[1]
18. 1973年02月06日 神通の流れ 公害[1]
19. 1973年02月20日 サロベツ原野[1][2]
20. 1973年03月06日 日本から世界へ[1]

### 1973年度
1. 1973年04月10日 日本列島'73[3]
2. 1973年04月24日 沖縄[3]
3. 1973年05月08日 八代海 不知火海[3]
4. 1973年05月22日 北九州工業地帯[3]
5. 1973年06月05日 佐田岬半島[3]
6. 1973年06月19日 瀬戸内海[3]
7. 1973年07月03日 萩[3]
8. 1973年09月04日 京都 伝統産業と近代化[3]
9. 1973年09月18日 びわ湖[3]
10. 1973年10月02日 大阪[3]
11. 1973年10月16日 黒部奥山[3]
12. 1973年10月30日 渥美半島[3]
13. 1973年11月13日 江東デルタ地帯[3]
14. 1973年11月27日 東京湾[3]
15. 1973年12月11日 成田[3]
16. 1974年01月08日 山形県小国町[3]
17. 1974年01月22日 八郎潟[3]
18. 1974年02月05日 石狩炭田[3]
19. 1974年02月19日 根室海峡[3]
20. 1974年03月05日 日本から世界へ[3]

### 1974年度
1. 1974年04月09日 日本列島'74[4]
2. 1974年04月30日 沖縄[4]
3. 1974年05月14日 球磨川[4]
4. 1974年05月28日 佐賀関[4]
5. 1974年06月11日 讃岐平野[4]
6. 1974年06月25日 失われる漁場 瀬戸内海[4]
7. 1974年07月09日 中海干拓[4]
8. 1974年09月03日 生駒山麓[4]
9. 1974年09月24日 京都盆地[4]
10. 1974年10月08日 砺波平野[4]
11. 1974年10月22日 瀬戸[4]
12. 1974年11月05日 富士山麓[4]
13. 1974年11月19日 南信濃[4]
14. 1974年12月03日 東京[4]
15. 1974年12月17日 千葉[4]
16. 1975年01月10日 三陸海岸[4]
17. 1975年01月28日 酒田[4]
18. 1975年02月18日 雄冬[4]
19. 1975年03月04日 十勝平野 ビート農業[4]

### 1975年度
1. 1975年04月08日 日本列島'75[5]
2. 1975年05月02日 沖縄[5]
3. 1975年05月13日 有明海[5]
4. 1975年05月27日 筑豊[5]
5. 1975年06月10日 今治[5]
6. 1975年06月24日 中国山地[5]
7. 1975年07月08日 瀬戸内海[5]
8. 1975年09月02日 淡路島[5]
9. 1975年09月23日 京都 観光とくらし[5]
10. 1975年10月07日 駿河湾 清水港[5]
11. 1975年10月21日 尾鷲[5]
12. 1975年11月04日 能登[5]
13. 1975年11月18日 東京[5]
14. 1975年12月02日 首都圏[5]
15. 1975年12月16日 上信越[5]
16. 1976年01月09日 八郎潟[5]
17. 1976年01月27日 北上山地 私の葛巻町・私の夢 岩手県岩手郡葛巻町[5]
18. 1976年02月10日 苫小牧[5]
19. 1976年02月24日 稚内[5]
20. 1976年03月09日 日本から世界へ[5]

### 1976年度
1. 1976年04月09日 日本列島'76[6]
2. 1976年04月27日 海洋博後の沖縄[6]
3. 1976年05月11日 火山灰とたたかう 桜島[6]
4. 1976年05月25日 関門[6]
5. 1976年06月08日 祖谷[6]
6. 1976年06月22日 広島湾[6]
7. 1976年07月06日 鳥取砂丘[6]
8. 1976年09月03日 奈良盆地[6]
9. 1976年09月21日 琵琶湖西岸[6]
10. 1976年10月05日 恵那山[6]
11. 1976年10月19日 越前海岸[6]
12. 1976年11月02日 三宅島[6]
13. 1976年11月16日 東京 秋葉原[6]
14. 1976年12月07日 筑波山麓[6]
15. 1977年01月11日 鮎川・鯨の町その後[6]
16. 1977年01月25日 酒づくりの町 秋田県湯沢市[6]
17. 1977年02月08日 釧路港 北洋漁業の基地[6]
18. 1977年02月22日 北オホーツク 北海道興部[6]
19. 1977年03月08日 日本から世界へ[6]

### 1977年度
1. 1977年04月08日 日本列島'77[7]
2. 1977年04月26日 大隅半島[7]
3. 1977年05月10日 対馬[7]
4. 1977年05月24日 沖縄[7]
5. 1977年06月07日 高知平野[7]
6. 1977年06月21日 瀬戸内海[7]
7. 1977年07月05日 中海[7]
8. 1977年09月02日 淀川[7]
9. 1977年09月20日 京都・西陣[7]
10. 1977年10月04日 輪中 濃尾平野西部[7]
11. 1977年10月18日 木曾・妻籠 地域ぐるみの町並み保存[7]
12. 1977年11月01日 美ケ原[7]
13. 1977年11月15日 五箇山 富山県[7]
14. 1977年11月29日 東京[7]
15. 1977年12月13日 房総半島[7]
16. 1978年01月10日 遠野盆地 岩手県北上山系[7]
17. 1978年01月24日 男鹿半島[7]
18. 1978年02月07日 津軽海峡[7]
19. 1978年02月21日 十勝平野 機械化農業[7]
20. 1978年03月07日 日本から世界へ[7]

### 1978年度
1. 1978年04月11日 つむぎの里 沖縄県久米島[8]
2. 1978年04月25日 かわりゆく筑豊[8]
3. 1978年05月09日 喜入[8]
4. 1978年05月23日 コンビナートのある町 山口県徳山市[8]
5. 1978年06月06日 宇和海沿岸[8]
6. 1978年06月20日 大山山麓[8]
7. 1978年07月04日 船場[8]
8. 1978年09月01日 古都を守る 京都[8]
9. 1978年09月19日 大台ケ原[8]
10. 1978年10月03日 名古屋港[8]
11. 1978年10月24日 軽井沢[8]
12. 1978年11月07日 足利[8]
13. 1978年11月21日 首都圏[8]
14. 1978年12月05日 東京副都心 新宿[8]
15. 1979年01月09日 塩釜[8]
16. 1979年01月23日 横手盆地[8]
17. 1979年02月06日 勇払原野[8]
18. 1979年02月20日 上川盆地[8]
19. 1979年03月06日 日本から世界へ[8]

### 1979年度
1. 1979年04月10日 南大東島[9]
2. 1979年05月01日 筑紫平野[9]
3. 1979年05月15日 有明海 のりひびの海[9]
4. 1979年05月29日 讃岐平野[9]
5. 1979年06月12日 関門海峡[9]
6. 1979年06月26日 弓ケ浜半島[9]
7. 1979年07月10日 広島[9]
8. 1979年09月04日 河内平野[9]
9. 1979年09月18日 京仏具の町 京都[9]
10. 1979年10月02日 生駒山麓[9]
11. 1979年10月16日 渥美半島 愛知県渥美郡渥美町[9]
12. 1979年10月30日 手取川流域 石川県[9]
13. 1979年11月13日 中部山地 木曾の林業[9]
14. 1979年11月27日 東京[9]
15. 1979年12月11日 八ケ岳山麓[9]
16. 1980年01月08日 十日町盆地[9]
17. 1980年01月29日 阿武隈山地の畜産基地[9]
18. 1980年02月12日 仙台平野[9]
19. 1980年02月26日 十勝平野 大型化する酪農経営[9]
20. 1980年03月11日 夕張[9]

### 1980年度
1. 1980年04月11日 八重山諸島[10]
2. 1980年04月25日 大隅半島[10]
3. 1980年05月09日 佐賀平野[10]
4. 1980年05月23日 小豆島[10]
5. 1980年06月06日 水島臨海工業地帯[10][11]
6. 1980年06月20日 中国山地[10]
7. 1980年07月04日 鳥取砂丘[10]
8. 1980年09月05日 紀伊半島 変わりゆく林業[10]
9. 1980年09月19日 飛鳥の里[10]
10. 1980年10月03日 びわ湖 消えゆくなぎさ[10]
11. 1980年10月24日 名古屋市 都市と交通[10]
12. 1980年11月07日 駿河湾[10]
13. 1980年11月21日 黒部川流域[10]
14. 1980年12月05日 筑波研究学園都市[10]
15. 1981年01月09日 新潟平野[10]
16. 1981年01月23日 牡鹿半島[10]
17. 1981年02月06日 大館・鹿角 鉱山のまち[10]
18. 1981年02月20日 津軽海峡[10]
19. 1981年03月06日 北見山地[10]

### 1981年度
1. 1981年04月10日 日本列島'81[12]
2. 1981年04月24日 阿蘇 [12]
3. 1981年05月08日 与那国島[12]
4. 1981年05月22日 瀬戸内海[12]
5. 1981年06月05日 讃岐平野[12]
6. 1981年06月19日 宇和海[12]
7. 1981年07月03日 中国山地[12]
8. 1981年09月04日 大阪港[12]
9. 1981年09月18日 吉野川 [12]
10. 1981年10月02日 京都 八坂の塔[12]
11. 1981年10月16日 金沢 伝統工芸都市とその生活[12]
12. 1981年10月30日 中京工業地帯[12]
13. 1981年11月13日 上高地[12]
14. 1981年11月27日 多摩丘陵[12]
15. 1981年12月11日 東京[12]
16. 1982年01月22日 仙台平野 宮城県角田市[12]
17. 1982年02月05日 下北半島[12]
18. 1982年02月19日 十勝平野[12]
19. 1982年03月05日 石狩平野[12]

### 1982年度
1. 1982年04月09日 春・オホーツク海[13]
2. 1982年04月23日 大東島[13]
3. 1982年05月07日 大分[13]
4. 1982年05月21日 玄界灘沿岸[13]
5. 1982年06月04日 吉野川[13]
6. 1982年06月18日 吉備高原[13]
7. 1982年07月02日 大山[13]
8. 1982年09月03日 紀伊山地 和歌山県北山村[13]
9. 1982年09月17日 播磨平野 兵庫県龍野市[13]
10. 1982年10月01日 京都[13]
11. 1982年10月15日 若狭湾[13]
12. 1982年10月29日 美濃[13]
13. 1982年11月12日 甲府盆地[13]
14. 1982年11月26日 鹿島[13]
15. 1982年12月10日 東京[13]
16. 1983年01月14日 庄内平野[13]
17. 1983年01月28日 三陸海岸[13]
18. 1983年02月18日 十勝平野[13]
19. 1983年03月04日 世界を結ぶ[13]

### 1983年度
1. 1983年04月15日 波照間島 沖縄県[14]
2. 1983年05月06日 有明海[14]
3. 1983年05月20日 有田[14]
4. 1983年06月03日 備讃瀬戸 本四架橋の島々[14]
5. 1983年06月17日 四万十川[14]
6. 1983年07月01日 境港[14]
7. 1983年07月15日 但馬[14]
8. 1983年09月02日 神戸[14]
9. 1983年09月16日 奈良盆地 榎原市町並み保存運動[14]
10. 1983年10月07日 志摩半島[14]
11. 1983年10月21日 奥能登[14]
12. 1983年11月04日 濃尾平野 毛織物のまち[14]
13. 1983年11月18日 新潟平野[14]
14. 1983年12月02日 八ケ岳山麓[14]
15. 1983年12月16日 京葉工業地帯[14]
16. 1984年01月13日 会津盆地[14]
17. 1984年01月27日 八幡平[14]
18. 1984年02月10日 ニセコ[14]
19. 1984年02月24日 知床半島[14]
20. 1984年03月09日 変わりゆく日本列島[14]

### 1984年度
1. 1984年04月13日 沖縄・伊良部町[15]
2. 1984年04月27日 筑後川[15]
3. 1984年05月11日 土佐湾[15]
4. 1984年05月25日 芸予諸島[15]
5. 1984年06月08日 北長門海岸[15]
6. 1984年06月22日 淡路島[15]
7. 1984年07月06日 紀伊山地[15]
8. 1984年09月07日 京都[15]
9. 1984年09月21日 鈴鹿[15]
10. 1984年10月05日 変わる陶磁器のまち 瀬戸・多治見[15]
11. 1984年10月19日 富山[15]
12. 1984年11月02日 霞ケ浦[15]
13. 1984年11月16日 諏訪盆地[15]
14. 1984年12月07日 東京[15]
15. 1985年01月11日 米沢盆地[15]
16. 1985年01月25日 下北半島[15]
17. 1985年02月08日 夕張[15]
18. 1985年03月08日 変わりゆく国[15]